# Ministère fédéral de la Science (Autriche)
Le ministère fédéral de la Science et de la Recherche (en allemand : Bundesministerium für Wissenschaft und Forschung, BMWF) est le département ministériel chargé de la recherche scientifique et de l'enseignement supérieur en Autriche.
Il existe entre 1970 et 1996, puis de 2007 à 2013.

## Compétences
Le ministère fédéral est compétent en matière de sciences, de recherche scientifique et d'enseignement supérieur, notamment les universités et les écoles supérieures, les institutions scientifiques et les organismes de recherche, les bourses d'études et la vie étudiante, la mobilité internationale et européenne de la recherche scientifique, de sciences de la vie, de promotion des alternatives aux expériences sur les animaux, et de fondations à but scientifique.
Il exerce en outre la tutelle sur l'Académie des sciences autrichienne.

## Organisation
Le ministère s'organise entre les sections suivantes : 
- Section I : Universités, Écoles supérieures ;
- Section II : Recherche scientifique, Affaires internationales ;
- Section III : Budget, Personnels, Relations publiques.

## Histoire
Le ministère fédéral de la Science et de la Recherche apparaît en 1970. Il connaît une première modification en 1995, lorsque ses compétences sont élargies aux questions artistiques, puis il est fusionné en 1996 avec le ministère fédéral des Transports sous le nom de ministère fédéral de la Science, des Transports et des Arts.
Il est ensuite intégré au ministère fédéral de l'Enseignement en 2000, afin de constituer le ministère fédéral de l'Éducation, de la Science et de la Culture, les compétences sur les transports formant alors le nouveau ministère fédéral des Transports, de l'Innovation et de la Technologie. Il retrouve son autonomie en janvier 2007, mais la perd de nouveau en décembre 2013 après avoir été rattaché au ministère fédéral de l'Économie. Les compétences scientifiques reviennent en décembre 2017 au ministère fédéral de l'Enseignement.

## Titulaires depuis 1970
| Nom                                                                                       | Nom                 | Dates du mandat | Dates du mandat | Parti | Gouvernement(s)          |
| ----------------------------------------------------------------------------------------- | ------------------- | --------------- | --------------- | ----- | ------------------------ |
|                                                                                           | Hertha Firnberg     | 26/07/1970      | 24/04/1983      | SPÖ   | Kreisky I, II, III et IV |
|                                                                                           | Heinz Fischer       | 24/05/1983      | 25/11/1986      | SPÖ   | Sinowatz Vranitzky I     |
|                                                                                           | Hans Tuppy          | 21/01/1987      | 24/04/1990      | ÖVP   | Vranitzky II             |
|                                                                                           | Erhard Busek        | 24/04/1990      | 11/10/1994      | ÖVP   | Vranitzky II et III      |
|                                                                                           | Rudolf Scholten     | 29/11/1994      | 12/03/1996      | SPÖ   | Vranitzky IV             |
|                                                                                           |                     |                 |                 |       |                          |
|                                                                                           | Johannes Hahn       | 11/01/2007      | 26/01/2010      | ÖVP   | Gusenbauer Faymann I     |
|                                                                                           | Beatrix Karl        | 26/01/2010      | 21/04/2011      | ÖVP   | Faymann I                |
|                                                                                           | Karlheinz Töchterle | 21/04/2011      | 16/12/2013      | ÖVP   | Faymann I                |
| Titre du portefeuille : - 2007 - 2013 : Science et Recherche (Wissenshcaft und Forschung) |                     |                 |                 |       |                          |